# Magia naturalis
Magia naturalis (La Magie naturelle) est l'ouvrage principal de l'érudit napolitain Giambattista della Porta, publié d'abord en 1558 en quatre livres puis en 1586 en vingt livres. C'est la compilation de tous les phénomènes fantastiques et des croyances les plus merveilleuses qu'il a récoltés au cours de sa vie et qu'il a tenté d'arracher à la magie divinatoire en leur donnant une justification naturaliste ou en les légitimant par des références littéraires classiques.

## La magie naturelle de 1558 et 1560
La première édition de Magia naturalis date de 1558 à Naples, (puis Anvers en 1560), alors que Della Porta n'avait que vingt-trois ans. Dès son plus jeune âge, avec l'aide de ses précepteurs, il fait la chasse aux faits surprenants, merveilleux, voire miraculeux, pour en faire la recension dans le but de les arracher à la superstition populaire et de les remettre à leur juste place au sein de la philosophie naturelle.
De prime abord, il entend établir une frontière nette entre  ce qui relève de la philosophie naturelle et ce qui relève des pratiques divinatoires :
| Qu'est-ce que la Magie naturelle ?. On divise la magie en deux parties, à savoir en une infâme, composée d'enchantements, d'esprits immondes et née d'une curiosité mauvaise, que les Grecs, plus savants appellent Goëtsia ou Theurgia; c'est celle qui suscite les charmes et les fantômes ou illusions, qui disparaissent soudain, sans laisser la moindre trace. L'autre partie est la magie naturelle, que chacun révère ou honore, parce qu'il n'y a rien de plus élevé ni de plus agréable pour les amateurs de bonnes lettres, qui estiment qu'elle n'est autre chose que la philosophie naturelle, ou la suprême science. (La magie naturelle[2], I, 1, p. 2) |
Cette délimitation est certainement une mesure prophylactique prudente contre les menaces de l'Inquisition, toujours aux aguets de tout ce qui pourrait révéler une connivence avec le malin. Mais à la lumière des efforts constants qu'il a déployés toute sa vie, on comprend que chez Della Porta, il y avait un désir sincère de comprendre le merveilleux dans le cadre des doctrines rationnelles de la philosophie naturelle des Anciens. Pour lui, la magie naturelle était une science de l'extraordinaire.
L'approche de Della Porta est un assemblage de physique aristotélicienne, de néoplatonisme de la Renaissance et de la philosophie de son contemporain, Bernardino Telesio qui en appelait autant à la raison qu'à l'expérience. Il veut bien accepter suivant les principes de la scolastique que les choses manifestes procèdent de la matière et de la forme, mais il a du mal à comprendre comment les choses cachées, mystérieuses, pourraient procéder de la même manière des qualités des quatre éléments. « Dans le secret de la nature, il y a beaucoup de choses cachées, pleines d’énergie dont l’entendement humain ne peut scruter les causes, ni les comprendre. Car elles gisent ensevelies dans les arcanes de la Nature » (M.N. I,8). Les explications rationnelles sont trop générales pour comprendre les phénomènes fantastiques comme « le taureau, farouche et furieux, qui attaché au figuier, est tout à coup dompté et devient doux et apprivoisé » (M.N. I, 6, p. 18).
Les choses occultes de la Nature se révèlent dans les relations d'attraction et de répulsion, de sympathie/antipathie, d'amour/haine qui tissent le monde. Par exemple :
| Par exemple, je citerai l'homme et le serpent qui se haïssent d'une haine irréconciliable... Le loup éprouve une haine mortelle pour la brebis, qui le craint et le redoute tellement que si de la peau ou toison de la brebis tuée par le loup et filée, on fait des accoutrements, ils engendreront plutôt des poux que les autres. Les chairs aussi des brebis qui ont senti la dent du loup, deviennent plus tendres et plus savoureuses. (M.N.[2], I, 9) |
Della Porta brosse un portrait de cet immense réseau de correspondances et d'amour-haine qui tisse le rapport entre les plantes, les animaux, les choses et l'homme. Ces rapports d'attraction/répulsion ne sont pas le fait de coïncidences mais sont la manifestation de l'ordre divin.
Tous les secrets et mystères de la Nature sont alors à la portée de notre sagacité à condition de savoir interpréter les signes que nous offrent ces correspondances.
| ...dans les choses privées de vie : certaines propriétés ne cessent d'opérer, et même avec plus de force. Les loups sont des ennemis si acharnés et si mortels des brebis qu'ils se font redouter encore après leur mort. Si vous battez un tambourin de la peau d'un loup, et que près de lui soient d'autres tambourins couverts de peaux de moutons, lui seul les fera taire, ou bien selon quelques auteurs, les peaux des autres tambourins se rompront. (M.N., I, 11, p. 35) |
Le grand réseau de similitudes qui lient les choses permet d'éclairer tout événement qui peut survenir, aussi surprenant soit-il. Cette doctrine des signatures permet aussi d'agir : « La verge virginale du loup mangée rôtie, poussera à la luxure » (N.M. I, 13, 38).
Della Porta tire ses exemples de sympathies et antipathies directement des sources littéraires classiques et médiévales. Car c'est une caractéristique des hommes de la Renaissance de manifester une telle révérence des sources antiques que l'histoire naturelle relève plus de la littérature que de la biologie. Grâce à l'invention de l'imprimerie qui venait juste de mettre à la disposition des lettrés une somme considérable d'écrits anciens, tout le livre de la Nature pouvait désormais être lu dans les livres des Anciens.
La première édition de Magia naturalis comporte quatre livres (sections). Le premier livre dont nous venons de donner quelques extraits énonce les principes de base qui régissent la Magie naturelle. Les trois autres livres sont des compilations de recettes et phénomènes merveilleux.
Prenons un exemple de greffe dans le chapitre 1 du livre II. Les techniques de greffage qui étaient connues dans l'Antiquité ont subjugué les hommes du Moyen Âge. Alors qu'à cette époque l'arboriculture redémarre avec des variétés culturales limitées, la greffe apparaît comme une clé de la réussite. Della Porta propose des recettes de greffes qui permettent des productions miraculeuses, comme:
```
:{| style="border:1px solid #7ba05b;" cellspacing="2" cellpadding="2" align="center"
```

|--
|Pour produire des grappes de raisins au printemps. Lorsque nous apercevons, comme c'est parfois le cas, le cerisier produire au printemps ses rouges pommelettes et que nous désirons aussi avoir des raisins, on en pourra avoir à foison... faites une incision dans l'écorce de l'arbre et posez un petit coin, assez fort néanmoins, entre le corps ou bois de l'arbre et l'écorce...[puis ôtez le coin] greffez là-dedans un jeton ou rameau fort long et aigu d'une vigne noire et féconde, puis liez l'arbre avec son écorce. Ainsi au printemps et à la même saison des cerises, la vigne produira des raisins à foison...(M.N., II, 1, 63)
|}
La greffe est une technique très intéressante qui permet de fixer sur un porte-greffe d'origine sauvage bien adapté au sol, un greffon d'une variété portant de beaux fruits ou des fruits plus précoces. Les contraintes de compatibilité porte-greffe/greffon sont multiples :  certaines variétés ne se greffent pas du tout, d'autres uniquement sur des plants de même espèce ou de même variété, etc.
Par un procédé qu'il utilise sans arrêt, Della Porta ne s’embarrasse pas de ces contraintes. Il reprend une technique bien avérée et l'élargit de manière irréfléchie afin d'obtenir un résultat extraordinaire. À sa décharge, il faut dire qu'il n'était pas le seul à procéder ainsi : déjà au XIVe siècle, le Ménagier de Paris, avait indiqué comment greffer sur un cerisier une vigne pour avoir des raisins en mai.

## La Magie naturelle de 1589
Bien que sous la pression de la censure, Della Porta se risque à publier une seconde édition, de Magia naturalis, en 1589, dans une version considérablement remaniée et augmentée. Dans la préface, il fait valoir que la première édition était une œuvre de jeunesse, « quand j'avais à peine quinze ans » dit-il (en se rajeunissant de huit ans), dans l'espoir de faire oublier certaines recettes magiques suspectes qu'il omet prudemment dans cette seconde édition. Depuis la première édition, il avait rencontré des scientifiques comme Paolo Sarpi et peut-être Galilée et gagné un certain respect pour ses travaux sur les miroirs et les lentilles, sur les forces magnétiques et sur la distillation. C'était en grande partie des observations précises et originales qu'il décida d'inclure dans la nouvelle édition.
Mais ces nouveaux sujets ne changent rien à sa conception de la « magie naturelle » inspirée de Marsile Ficin et  de De occulta philosophia de Agrippa, une œuvre qui était à l'Index. De la première édition de Magia naturalis de 1558 à la seconde de 1589, Della Porta suivra fidèlement les pas d'Agrippa. Malgré les terribles menaces de l'Inquisition, il poursuivra inlassablement son projet initial de faire de la magie naturelle une discipline savante, solidement soutenue par la littérature classique et l'observation. Il prendra seulement soin d'éviter les sujets trop suspects aux yeux des censeurs.
Examinons quelques grands types de procédures merveilleuses : 1) les opérations imaginaires, plus ou moins fantasmées, 2) les procédures artisanales, 3) les phénomènes de physique (optique, magnétisme)

### Justifications littéraires des prodiges magiques
Il continuera à opposer la magie naturelle à la magie divinatoire, faite d'incantations totalement inefficaces à ses yeux. Il pense qu'il y a dans la nature de multiples secrets à la portée de la sagacité humaine, à condition de savoir en lire les signes. Rien n'est exclu, il faut accepter les phénomènes les plus fantastiques, car l'intimité des choses nous est cachée. Pour les hommes de la Renaissance, la nature est magique et donc la magie est naturelle. Cette ouverture d'esprit remarquable confine cependant souvent à une grande crédulité. Car sa clé d'interprétation des signes était bien souvent basée sur la généralisation de quelques bizarreries décrites par les Anciens, de croyances communes et de prétendues « expériences » non contrôlées. Pour les naturalistes de la Renaissance, les bases de la connaissance se trouvaient dans Pline et Ovide qui avaient brossé le portrait de toute la variété et de toutes les merveilles de la Nature.
Voici un exemple typique de phénomènes merveilleux établis par des renvois à la littérature classique et d'« expériences » menées par l'auteur et ses amis :
| Les serpents peuvent être engendrés de la moelle humaine, de la chevelure des femmes ayant leurs règles, et de la queue ou de la crinière des chevaux. On lit, qu’en Hongrie, près de la rivière Theisa, les serpents et les lézards se reproduisent dans les corps des hommes, si bien que 3 000 personnes en sont mortes. Pline dit qu’au début de la guerre contre les Marses, une servante a donné naissance à un serpent. Avicenne dans son livre sur les déluges, écrit que les serpents sont engendrés dans les cheveux des femmes, parce qu'ils sont plus humides et longs que ceux des hommes. Nous avons fait l’expérience que laisser la crinière d’un cheval dans l’eau engendre des serpents. Et nos amis ont fait de même. Personne ne nie que les serpents sont facilement engendrés de la chair des hommes, en particulier de la moelle... (Magie naturelle[7], II, 2) |
Il répertorie une collection impressionnante de naissances monstrueuses. Car la Nature, bonne mère toujours très féconde, produit une multitude de créatures par des moyens les plus extraordinaires. Rien n'est impossible. L'accumulation de citations classiques faisant autorité, suffisait alors à établir la validité des jugements, même les plus invraisemblables.
Si Della Porta compilait les citations classiques sur les choses les plus bizarres et mystérieuses qui peuvent se produire, il collectionnait aussi des spécimens remarquables de plantes, de pierres et de curiosités de toutes sortes. Dans sa villa de Vico Equense, il entretenait un verger et un jardin, dans lequel il cultivait des plantes ramenées de ses voyages. Il entretenait une correspondance avec d'autres naturalistes. Toutes ces activités étaient gouvernées par une même intention, qui était le but de la magie naturelle : révéler les secrets de la nature et les mettre en pratique. Son objectif était de prendre connaissance des propriétés extraordinaires des choses, pour ensuite les imiter et les utiliser au bénéfice des hommes. Comme par la technique l'homme peut imiter les opérations de la Nature, son rêve était de développer des procédures de magie naturelle capables de reproduire les merveilles de la Nature.
Voyons un exemple simple d'imitation des prodiges naturels. Dans le livre II, chap. 19, il donne de nombreux exemples de brebis, truies, juments et autres animaux gestants, auxquels on offre un environnement coloré particulier et qui donnent naissance à des petits de même couleur. Ces « observations » sont allègrement généralisées au chapitre 20 « Comment faire pour qu'une femme puisse donner naissance à de beaux enfants ». La recette est des plus simples : il suffit de mettre dans la chambre à coucher, les images de Cupidon, Adonis et Ganymède...
Le livre VIII traite des remèdes. Comme les procédures d'évaluation thérapeutiques des remèdes n'ont commencé à être objectives qu'au XXe siècle, il est normal qu'hormis les justifications littéraires, Della Porta n'ait pas beaucoup d'arguments à faire valoir. Il indique, à la suite de Dioscoride, utiliser la mandragore, la belladone et le pavot pour faire dormir. Sans savoir que ces plantes contenaient des alcaloïdes psychotropes et soporifiques, il était facile de voir l'effet rapidement. Il raconte aussi avoir fait des essais de plantes psychotropes sur ses amis d'enfance.
Par contre, quand l'efficacité était difficile à évaluer, comme les remèdes contre la peste et beaucoup de maladies, il ne pouvait s'en remettre qu'à l'usage et quelques cas entendus par ouï-dire.
Il développe ainsi des dizaines de chapitres portant sur la production de fruits hors saison, de cerises sans noyau, d'amandes sans coquille, de fleurs aux couleurs inattendues et autres produits merveilleux, basés toujours sur des généralisations hâtives de prodiges incroyables, déconcertants de naïveté pour un esprit moderne. Précisons cependant qu'il importe plus pour nous de décrire que de juger. Nous essayons simplement de comprendre pourquoi ces croyances invraisemblables popularisées par Della Porta ont eu tant de succès si longtemps, pourquoi sa Magie naturelle fut rééditée sans cesse jusqu'à la fin du XVIIe siècle. À cette époque la sphère du savoir scientifique était très restreinte, et on pouvait toujours s'interroger si telle croyance ne pouvait pas être vraie, après tout. Lui, faisait le pari  de faire passer toute croyance aux phénomènes fantastiques, en connaissance rationnelle, validée par l'expérience des Anciens et la sienne.

### Les recettes et procédures artisanales
Dans la profusion de procédures données par Della Porta, il s'en trouve qui sont tout à fait banales et réalisables. Le livre IV rassemble ainsi une série de bonnes recettes pour faire des produits alimentaires, pour empêcher le vin de tourner, pour extraire l'huile de divers fruits ou graines. Il donne par exemple les recettes de Pline et Dioscoride pour faire du vin de dates, de figues et autres fruits (N.M., IV, 21), pour faire du vinaigre de diverses manières. Là, rien de merveilleux et rien d'invraisemblable.
Le livre XIV est consacré aux recettes de cuisine (comment préparer la viande pour qu'elle soit tendre, comment nourrir la volaille pour qu'elle soit grasse, comment bouillir, rôtir les animaux, etc.). Bien sûr, il rappelle aussi quelques bons conseils venant des Anciens, comme manger du chou, au début du repas, qui permet selon Caton de se préserver des effets de l'ivresse. Il ne dit pas s'il a essayé cette méthode.
Dans le chapitre V, Della Porta traite de procédures artisanales pour transformer les métaux. Il met en garde contre les amateurs d'alchimie avides de gain qui risquent de se leurrer dans leur quête d'or. Si cet « excellent Art a été discrédité » par les alchimistes, leurs techniques ne doivent pas être rejetées comme telles mais au contraire mises en œuvre par ceux qui « s’appliquent à la Philosophie et à la recherche des secrets de la Nature » (N.M. p. 160). Intéressé par les procédures des artisans métallurgistes, il attire l'attention sur l'importance de la couleur de métal (chauffé au rouge, jaune, etc.) pour la trempe de l'acier. Il donne quelques conseils opératoires jamais publiés jusque-là et jugés pertinents par l'historien de la métallurgie Cyril Smith.
Enfin le chapitre X sur les distillations donnent quelques techniques de distillation des eaux florales ou de l'eau-de-vie. Ce travail sera repris en 1608 et donnera publication à un ouvrage très bien élaboré, intitulé De distillatione libri IX.
Le meilleur de la « méthode expérimentale » de Della Porta, consiste à observer la nature et à essayer de l'imiter en améliorant les techniques artisanales. Mieux vaut découvrir « de petites Choses vraies et utiles que des Choses fausses qui sont grandes ».
Ces efforts pour fonder un savoir rationnel sur l'observation et pour publier les meilleures recettes jusque-là tenues secrètes, réalisaient un progrès notable par rapport au Moyen Âge. Della Porta était cependant un savant encyclopédiste (un polymathe), un érudit touche-à-tout, qui ne pouvait disposer d'une méthode universelle pour justifier des  croyances très diverses, relevant de domaines trop différents pour pouvoir toutes être abordées de la même manière.  Son contemporain, le physicien Galilée, montra comment en se limitant à l'observation de phénomènes mécaniques très précis et limités, il était possible de les comprendre, en construisant des modèles hypothétiques que l'on pouvait ensuite soumettre à l'épreuve de tests expérimentaux. Galilée établit ainsi les bases de la méthode expérimentale des sciences modernes.

### Les merveilles du magnétisme et de l'optique
Della Porta vivait au siècle de Copernic et Galilée, savants qui opérèrent un changement radical de la rationalité scientifique en lui donnant les traits de la science moderne. On sait qu'il a rencontré des scientifiques comme Paolo Sarpi et peut-être Galilée, et il est probable qu'il ait appris un peu de la procédure rigoureuse pour tester les hypothèses du grand physicien.
Della Porta consacre le livre VII à l'étude « des merveilles des aimants ». Il rend compte avec soin de ses expériences de physique sur l'attraction du fer par la pierre d'aimant, sur les propriétés des deux pôles de l'aimant, sur le fonctionnement d'un aimant cassé. Et fait exceptionnel, il reconnaît ses dettes aux connaissances du père R.M. Paulus le Vénitien, un homme très savant et ingénieux dit-il. Fasciné par cette force magnétique invisible, il voit comment l'utiliser pour faire des tours de magie en faisant se mouvoir des aiguilles sur une feuille de papier avec quelqu'un qui secrètement déplace un aimant par en dessous. Il raconte avoir eu le plus grand mal à faire tenir en l'air un morceau de fer sans qu'il touche l'aimant, comme les Grecs disaient l'avoir vu dans le temple de Sérapis à Alexandrie où il y avait un aimant qui maintenait une statue métallique en l'air. Comme beaucoup d'érudits (de Plotin à Paracelse, Cardan, Tommaso Campanella), Della Porta a beaucoup de mal à comprendre comment procède l'attraction magnétique et cherche une explication par le phénomène universel de Sympathie/Antipathie qui relie les choses entre elles.
| Sur l'attraction mutuelle, et la répulsion de L'Aimant et du Fer. Parce qu'il y a une Concorde et une sympathie naturelle entre le fer et l'aimant, comme s'ils formaient une Alliance; quand l'Aimant se rapproche du fer, le fer s'émeut et court pour le rencontrer, pour être embrassé par l'Aimant... Et l'Aimant court aussi vite que le fer, étant tout aussi amoureux, et s'unit avec lui; car aucun ne veut être séparé de l'autre. (N. M., XVII, 20) |
Les choses inanimées peuvent comme les humains tomber amoureux. Le modèle humain de l'amour physique est un principe d'explication charmant et fort poétique mais qui ne permet guère d'avancer plus loin dans la compréhension du phénomène. À peu près à la même époque, le savant anglais William Gilbert (1544-1603) travaillait sur le magnétisme d'une manière beaucoup plus systématique. Dans son ouvrage, De magnete, publié en 1600, il fit le bilan de près de vingt ans d'expériences. Il préfigure certainement, par la mise en pratique de la méthode expérimentale, le savant de type baconien. Pourtant Della Porta prétendra très injustement que Gilbert « a pris la totalité du septième livre de ma Magiae naturalis et l'a divisée en beaucoup de livres, en faisant quelques changements;... les matériaux qu'il ajouta de son propre compte sont faux, pervers et lugubres; et vers la fin il arrive à l'idée folle que la terre est en mouvement ».

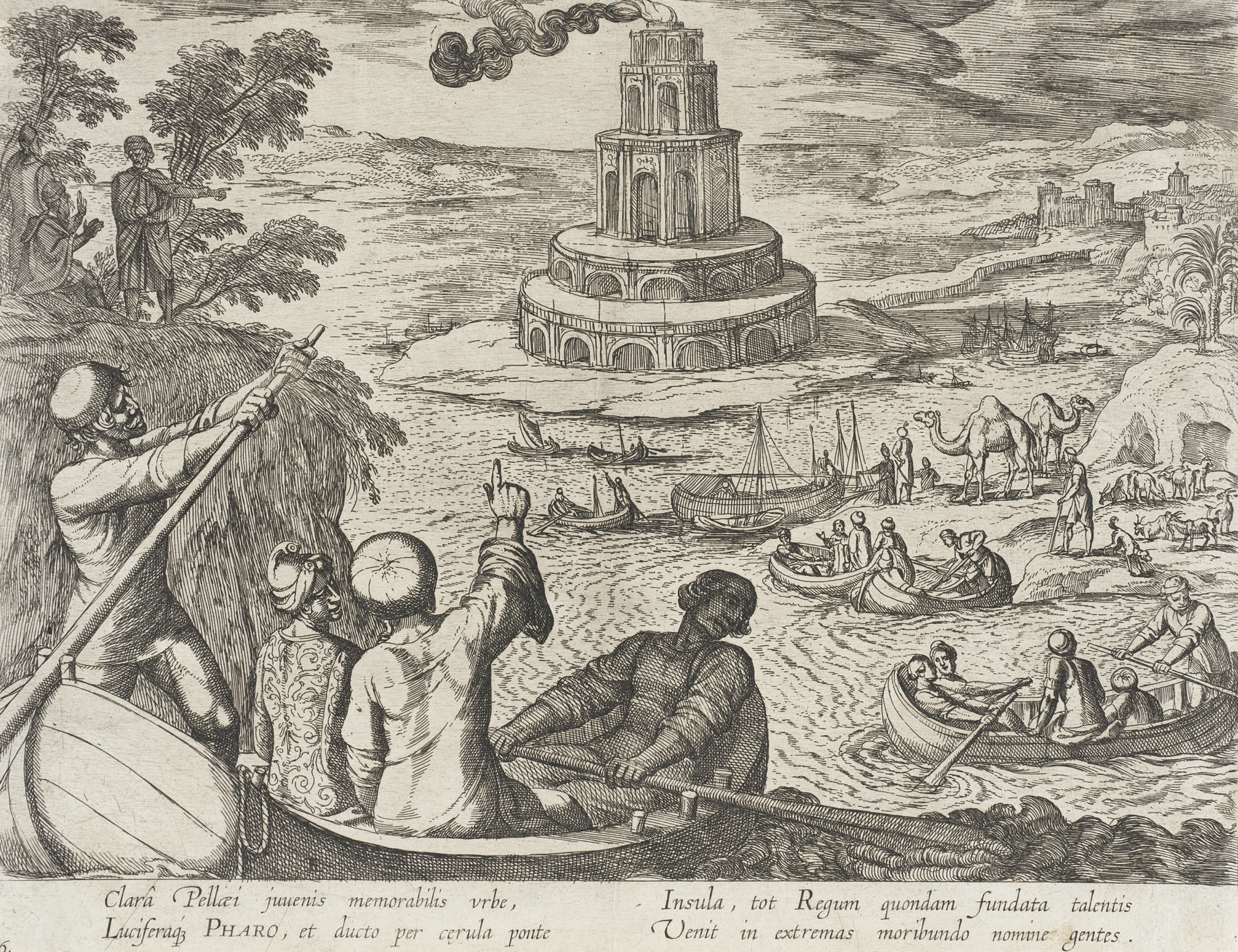
Pharos : le phare d'Alexandrie (Antonio Tempesta, 1610)

Le livre XVII est consacré à la description d'expériences d'optique que l'on peut faire avec des miroirs et des lentilles. Della Porta s'émerveille qu'avec un miroir plan « l’Image doive apparaître extérieurement, suspendue en l’air, et que ni l’Objet ni la Glace ne soient visibles » (N.M., livre XVII, p. 355). Il rapporte des manipulations qu'il a manifestement faites lui-même : comment en plaçant deux miroirs perpendiculairement, on peut s'observer la tête en bas, où comment avec un miroir sphérique concave, on peut en s'approchant avoir une grosse tête d'un Bacchus monstrueux et en s'éloignant se voir la tête en bas (c'est-à-dire que suivant la position de l'objet par rapport au foyer, avoir une image grossie à l'endroit ou inversée de taille variable). Il indique comment déterminer le point d'inversion (ou foyer) et comment s'en servir :
| Connaître le point d'inversion d'images dans un miroir concave. Fais ainsi. Tiens le miroir face au soleil, et quand tu vois les rayons s'unir, sache que c'est le point d'inversion. |
| Allumer un feu avec le miroir concave. Ce miroir est mieux que tout, car il unit les rayons en un faisceau pyramidal, quand on le met face au soleil. Et si on place une substance combustible au centre, elle s'enflammera, si on laisse un moment du plomb ou de l'étain, il fondra, et l'or ou l'argent passera au rouge. Et j'ai entendu dire que l'or et l'argent ont été fondus par ce procédé. Plus lentement l'hiver, plus rapidement l'été, parce que le milieu est plus chaud. Plutôt à midi que le matin ou le soir, pour la même raison. (N.M.[7], XVII, chap.4, p. 374/360) |
Della Porta part ainsi d'observations pertinentes faites sur un miroir concave (la convergence au foyer des rayons solaires) et procède à une extension hâtive et téméraire de la propriété observée (utiliser un miroir pour chauffer un métal jusqu'à le faire fondre).
Il imagine plusieurs applications possibles, comme mettre une chandelle au foyer pour illuminer une pièce la nuit ou bien une application militaire comme « mettre le feu à une maison ou une forteresse, à n'importe quelle heure du jour avec un miroir concave».
Si Della Porta se permet encore une fois de généraliser abusivement une propriété scientifique, c'est non seulement pour trouver des applications utiles mais aussi pour justifier des merveilles du temps passé.
| Prélude. On lit qu’Archimède de Syracuse vainquit les forces romaines grâce à des miroirs incendiaires et le roi Ptolémée construisit la tour de Pharos dans laquelle il installa un miroir si bien qu’il pouvait voir à 600 milles les bateaux ennemis qui envahissaient et pillaient le pays. À ceci, je joindrais des lentilles grâce à quoi des hommes à la vue faible pourront voir parfaitement toute chose, même à grande distance. Et s’il semble que l’Antiquité a conçu beaucoup de grandes merveilles, ce que nous donnerons est encore plus merveilleux, plus majestueux… |
Dans ce passage et dans d'autres, Della Porta s'octroie le mérite de l'invention d'appareil pour voir au loin, sans qu'on sache vraiment s'il s'agit de lunettes de vue pour myope (comme était son protecteur le cardinal d'Este) ou de longue-vue. Quand en 1608, apparaît une longue-vue à La Haye, Della Porta fut très largement considéré comme en étant l'inventeur, en raison de ses écrits. Galilée améliorera cette lunette hollandaise pour en faire une lunette astronomique avec laquelle il observera pour la première fois les phases de la lune. Le télescope hollandais était constitué d'une lentille convexe (l'objectif) et d'une lentille concave (l'oculaire).
Toutefois les historiens actuels mettent sérieusement en doute la paternité des inventions de Della Porta. Dans le chapitre 11 du livre XVII, Della Porta annonce qu'il va donner des informations sur l'appareil qui « permet de voir très loin, au-delà de l'imagination ». Le passage court et sibyllin est un vrai modèle d'obscurité. D'après la lecture d'un historien spécialiste du sujet, « la configuration que Della Porta avait en tête pour la vision télescopique serait celle d'un miroir concave comme objectif et d'une lentille concave comme oculaire » (Reeves, 2008).
En 1593, Della Porta publie un ouvrage sur la réfraction (De refractione), dans lequel il discute du grossissement et de l'observation d'objets éloignés. Mais jamais il ne mentionne d'appareil télescopique d'aucune sorte. Aussi peut-on considérer que la « lunette » de Della Porta de Magia Naturalis était au mieux un appareil défectueux sur lequel il continua à travailler encore des années, jusqu'à ce que l'invention hollandaise parvienne en Italie en 1608.
Dans le chapitre 6 du livre XVII, Della Porta décrit la chambre noire (camera obscura). En fermant très hermétiquement toutes les ouvertures d'une pièce, sauf un petit trou, on verra se projeter sur une feuille de papier blanc, les gens qui se déplacent dans la rue la tête en bas. Et en plaçant une lentille convexe au niveau de l'ouverture et un miroir concave en face à une distance convenable, on verra les choses plus clairement sur la feuille de papier. Il se pourrait selon Reeves, que l'instrument utilisé au sommet du Pharos décrit par Della Porta, soit une chambre noire équipée d'une lentille convexe et d'un miroir convexe.